# Клече при Долу
Клече при Долу (словен. Kleče pri Dolu) је насељено место у општини Дол при Љубљани, Средњесловенска регија, Словенија.

## Историја
До територијалне реорганизације у Словенији биле су у саставу града Љубљане, односно старе општине Бежиград.

## Становништво
У попису становништва из 2011. године, Клече при Долу су имале 139 становника.
| Број становника према пописима | Број становника према пописима | Број становника према пописима |
| ------------------------------ | ------------------------------ | ------------------------------ |
| 1991                           | 2002                           | 2011                           |
| 135                            | 133                            | 139                            |

Напомена: До 1955. исказивано под именом Клече.